# Vierteleinteilung der Steiermark 1462

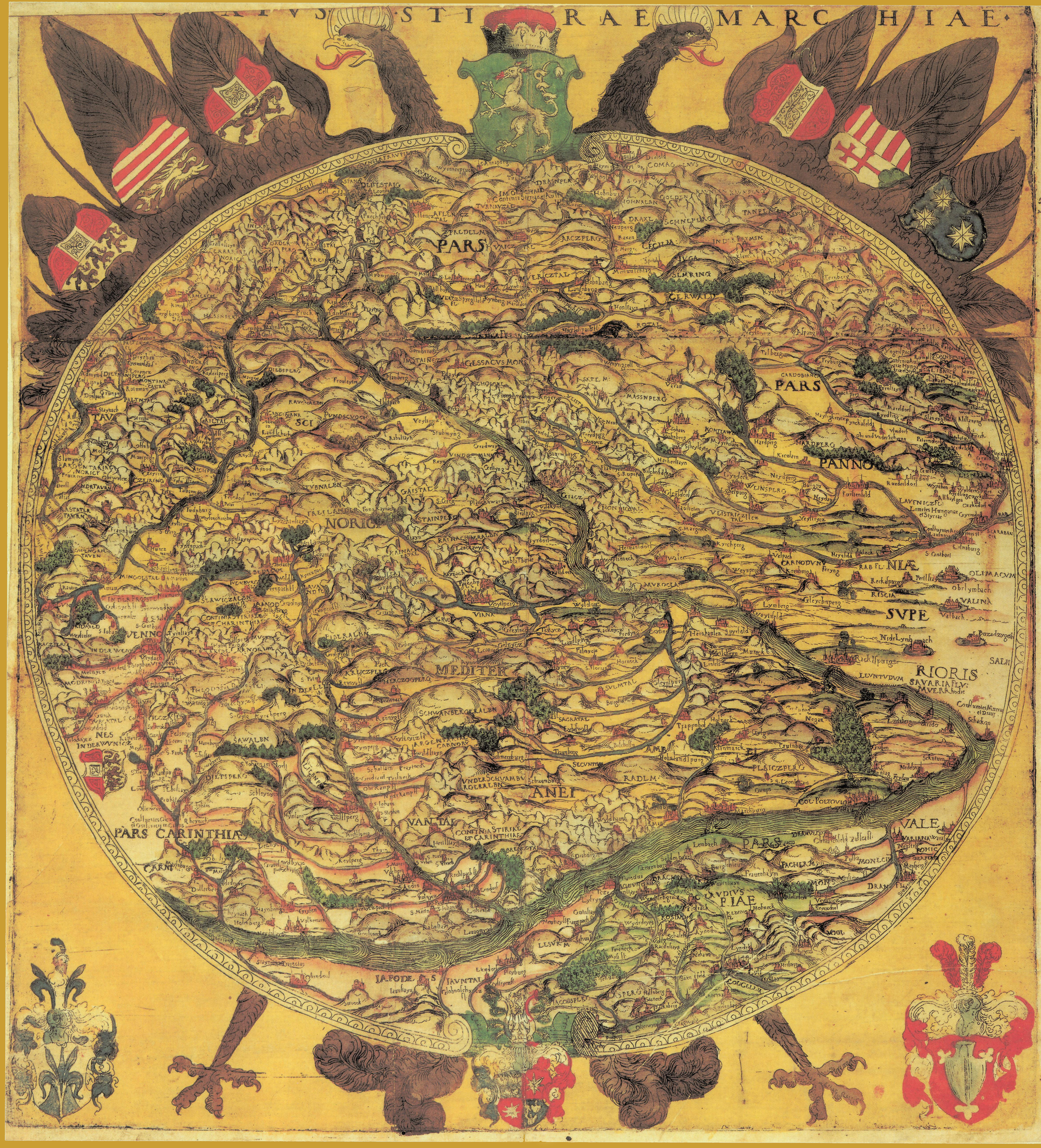
„Ducatus Styriae Marchiae“: Karte der Steiermark aus 1561, eine der Unterlagen der Verwaltungsorganisation im 16. Jahrhundert.

Die Vierteleinteilung der Steiermark 1462 war die erste weltliche flächendeckende Verwaltungsorganisation und die erste Form einer zentral organisierten Landesverteidigung in der Steiermark. Sie umfasst historische Verwaltungsgebiete der Steiermark vom 15. bis ins 18. Jahrhundert.

## Grundlagen
Die Gliederung der Steiermark in Viertel beruht auf der Defensionsordnung (von lat. defendere für verteidigen) des Leibnitzer Generallandtages von 1462, die primär der Steuereinhebung und Militärorganisation im Kampf gegen die Truppen Matthias Corvinus’ und gegen die Türken diente. Diese Defensionsordnung war eine Reaktion der steirischen Stände auf die als mangelhafte Verteidigung empfundene Vorgangsweise des Kaisers Friedrich III. Die Steiermark wurde dabei in vier Gebiete eingeteilt, betrachtet vom Tagungsort des Landtages in Leibnitz aus:
- „Viertel enhalb der Piberalm“: Das war das Gebiet jenseits (nördlich) der Gleinalm. Es umfasste im Wesentlichen die Obersteiermark.
- „Viertel dieshalb der Piberalm“: Das war das Gebiet südlich der Gleinalm und westlich der Mur bis zur Drau, auch „Viertel zwischen Mur und Drau“ genannt. Es umfasste im Wesentlichen die Weststeiermark, den Poßruck und die Windischen Bühel.
- „Viertel enhalb der Drau“: Dieses Gebiet lag südlich der Drau. Es wurde auch „Viertel Cilli“ genannt. Das Viertel umfasste im Wesentlichen die Untersteiermark mit der Grafschaft Cilli.
- „Viertel herab vom Mürztale“: Dieses Gebiet lag südlich der Mürz und östlich der Mur. Es wurde auch „Vorauer Viertel“, später „Grazer Viertel“[1] genannt und umfasste im Wesentlichen die Oststeiermark.[3]

Für jedes Viertel wurden zwei Personen („Verordnete“, „Hauptleute“) und  ein bis zwei „Viertelmeister“ bestimmt, die das militärische Aufgebot und die Steuereinhebung durchzuführen hatten. Sie beruhte auf den Grenzen der Grundherrschaften und Pfarren. Nicht maßgebend waren die Grenzen der für die Steiermark zuständigen Diözesen Salzburg, Seckau und Lavant oder anderer Verwaltungseinheiten der (damals allein in Betracht kommenden: katholischen) Kirche, wie das Archidiakonat in Straßgang. Es fanden keine Vermessungsarbeiten statt. Die Gebiete wurden mehrfach verändert, sie wurden unterteilt und ihre Grenzen verschoben. Schon wenige Jahre nach der Einführung der Gliederung wurde 1469 die Obersteiermark in vier Unterviertel gegliedert (siehe unten zu den Eisen-Vierteln).

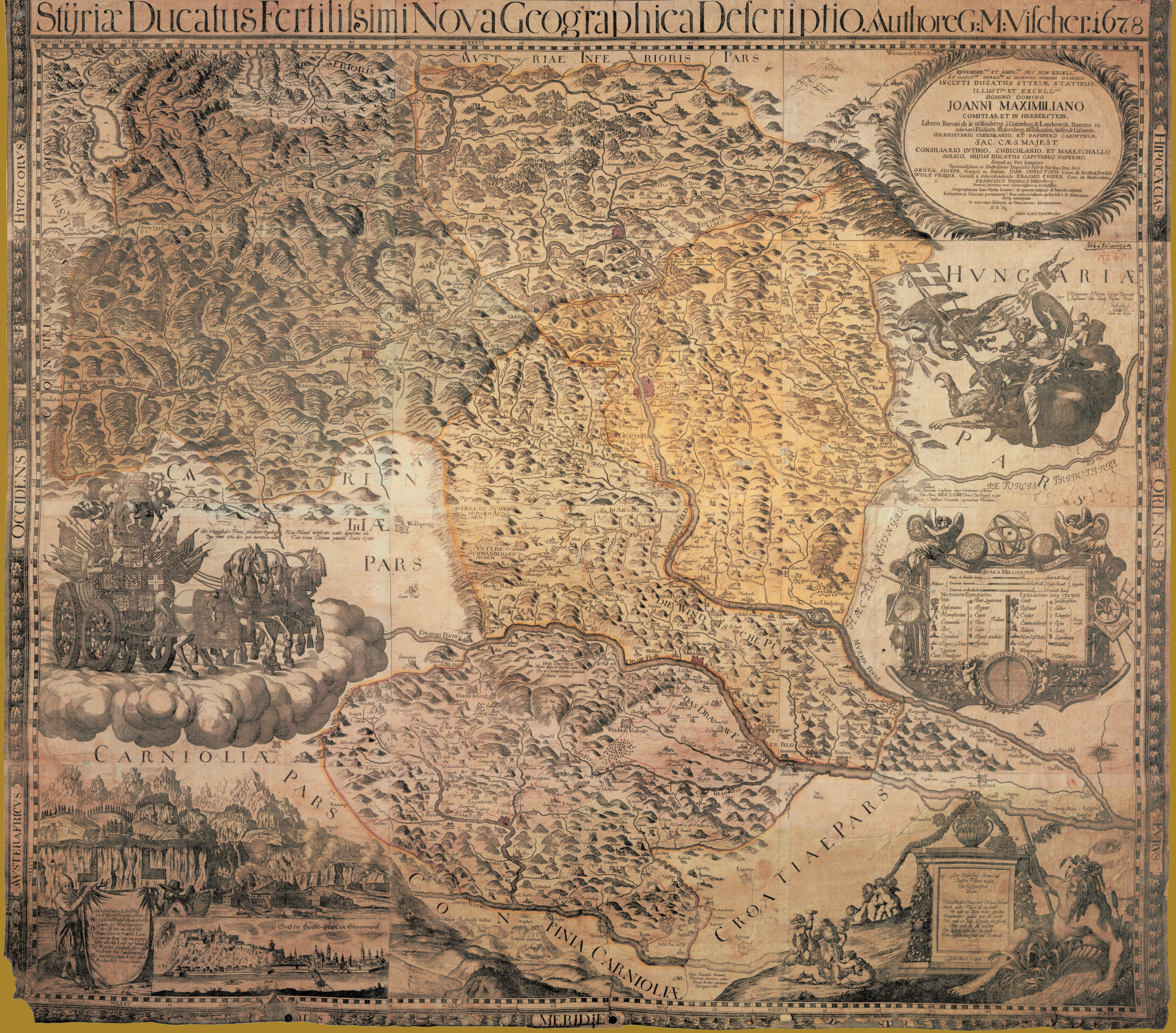
Die Steiermark im 17. Jahrhundert: Die „Fertilissima“ von Georg Matthäus Vischer 1678

## Entwicklung im 16. Jahrhundert
In der Zeit Maximilian I. wurde 1516 die Obersteiermark in das Viertel Judenburg und das Viertel zwischen Enns- und Mürztal geteilt und dessen Südgrenze deutlich nach Süden verschoben. Nach einer anderen Quelle kann diese Teilung bereits früher, noch in den letzten Regierungsjahren Friedrich III. oder am Anfang der Regentschaft Maximilians I. (der seit 1493 Erzherzog von Österreich war) stattgefunden haben. Das Gültbuch 1495 war bereits nach dem geteilten Viertel geordnet, was aber nichts über den formellen Teilungszeitpunkt aussagen muss. Die Steiermark hatte ab dann fünf Viertel, zum Judenburger Viertel gehörte auch das Kainachtal bis nach Ligist und Lieboch, Übelbach und Thal westlich von Graz. Das Viertel Enns- und Mürztal erstreckte sich im Murtal über die Pfarren Adriach und Gratwein bis in den Norden von Graz. Am Ende des 16. Jahrhunderts kam das Gebiet von Übelbach vom Judenburger Viertel zum Viertel Enns- und Mürztal.
Das Vorauer Viertel umfasste danach im Westen die Gebiete von Fladnitz, Semriach, Gratkorn und Graz mit seinen Vorstädten, auch jenen westlich der Mur. Von Graz abwärts bis Radkersburg war die Mur die Grenze zum Viertel zwischen Mur und Drau.
Das Viertel zwischen Mur und Drau umfasste die Weststeiermark südlich des Kainachtals bis zur Drau.
Das Viertel enhalb der Drau wurde in ein oberes und unteres Viertel unterteilt, wobei das untere Viertel das Gebiet der früheren Grafschaft Cilli im Süden der Wasserscheide zwischen Drau und Save umfasste und das obere Viertel auch zum Viertel zwischen Mur und Drau gerechnet wurde.

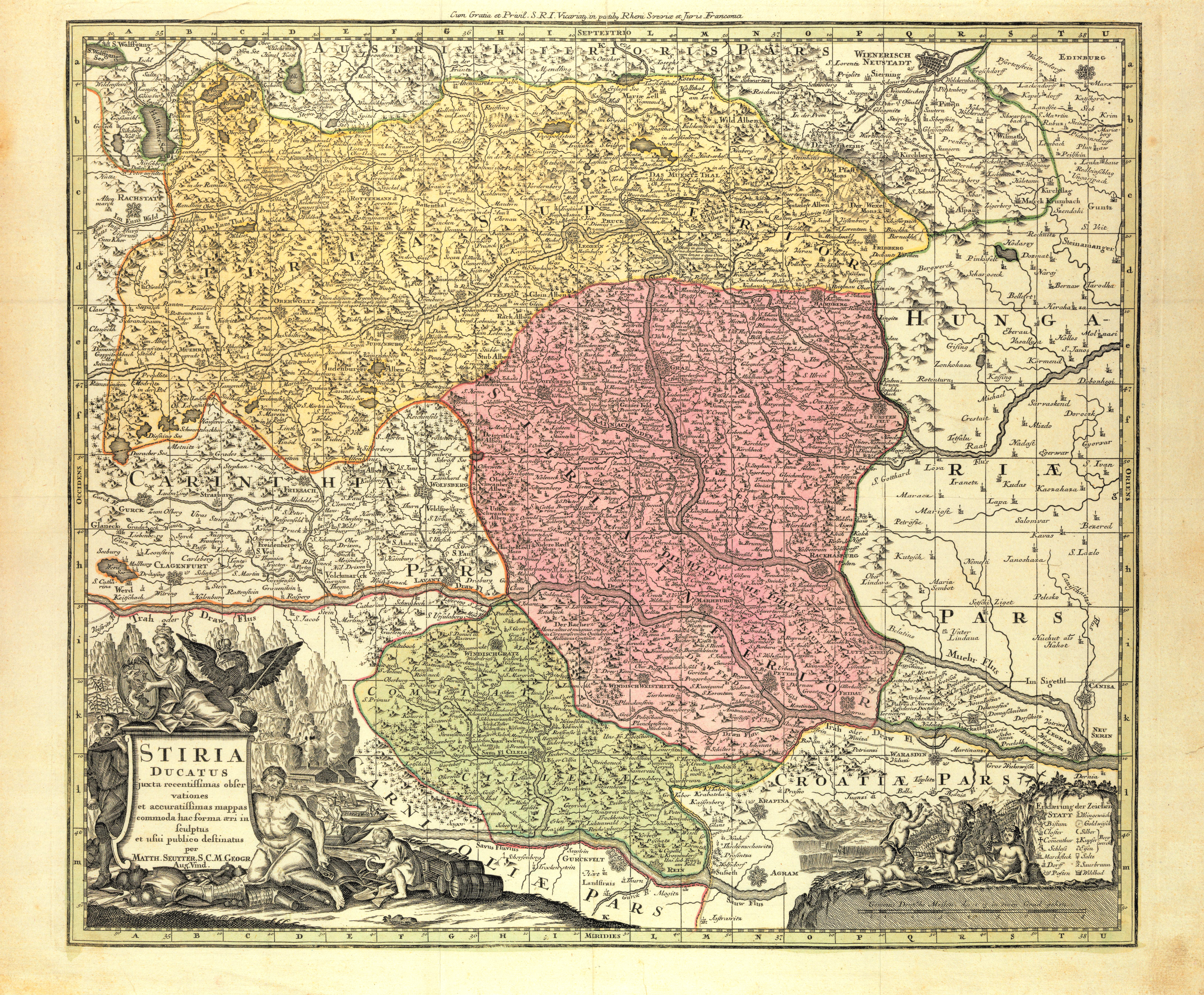
Die Steiermark um 1728 in der Karte von Matthias Seutter

Von den steirischen Ständen wurden in dieser Zeit weitere Funktionsträger wie Landschaftsärzte, Hebammen und in der Reformationszeit auch Prediger bestellt. Kriegskommissäre betreuten durchmarschierende Truppen hinsichtlich Unterkunft und Verpflegung, was Konflikte mit der Bevölkerung vermeiden half.

## Entwicklung im 17. Jahrhundert
1677 fand eine größere Veränderung statt: Das Kainachtal wurde aus dem Viertel Judenburg gelöst und zum Viertel zwischen Mur und Drau gezogen. Das Gebiet um Geistthal kam zum Viertel Enns- und Mürztal.

## Entwicklung im 18. Jahrhundert
Um 1700 werden die Pfarren nördlich von Graz-Gösting, Plankenwarth, Straßengel, Rein, Stübing, Waldstein und Rabenstein in das Viertel zwischen Mur und Drau einbezogen. Peggau, der Osten der heutigen Gemeinde Röthelstein und Pernegg kamen bald danach (um 1710) vom Viertel Enns- und Murtal zum Vorauer Viertel. Die nördliche Grenze des Viertels zwischen Mur und Drau sowie des Vorauer Viertels lag damit auf der Linie des Gamsgrabens nördlich von Frohnleiten.
Die Grenzverschiebungen wurden in den Unterlagen der Steuerbehörden und in den Landkarten nur teilweise oder mit Verzögerung nachvollzogen. Die vorliegenden Landkarten sind „nur mit großer Vorsicht zu gebrauchen“.

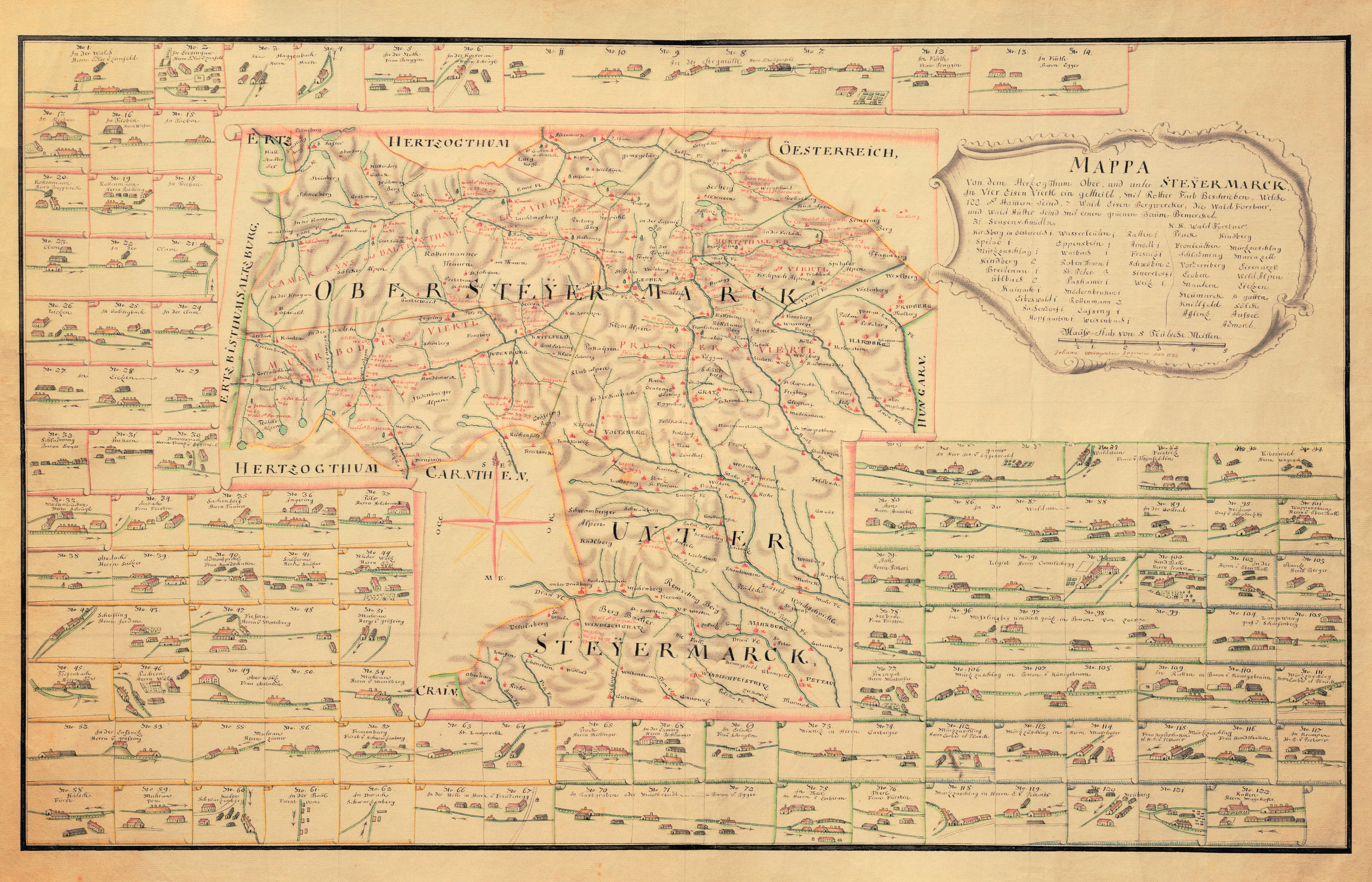
Die Eisen-Viertel der Steiermark 1782. Diese Karte beschreibt nicht die Vierteleinteilung des Leibnitzer Landtages, aber enthält die Untergliederung des „Viertels enhalb der Piberalm“. Sie ist nach bergbautechnischen Überlegungen eingeteilt.

## Wirkungen
Da die Vierteleinteilung nur die geografische Gebietsorganisation betraf, blieb ihr Einfluss, für sich allein gesehen, gering. Die Defensionsordnung, die ihre Grundlage war, hatte weiter reichende Wirkungen. Steuerleistung und Mitwirkung an militärischen Unternehmen blieben jedoch von den bestehenden Machtstrukturen abhängig, welche im Wesentlichen auf den mehreren Hundert Grundherrschaften und Herrschaftsrechten des Adels oder kirchlicher Einrichtungen wie Klöstern, Archidiakonaten usw. beruhten. Noch 1788 sind 294, teilweise weit verstreut gelegene Grundherrschaften und 206 weitere adelige Güter in der Steiermark verzeichnet. Die Einteilung wird allerdings als Entwicklung gesehen, die für die spätere Verwaltungsorganisation wichtig werden sollte.
Die Viertel wurden die Kerngebiete der Kreise in der Habsburgermonarchie, die durch die Gebietsreformen Maria Theresias und Josefs. II. in den Jahren ab 1748 geschaffen wurden:
- Aus dem Viertel enhalb der Piberalm entstanden im 18. Jahrhundert der Judenburger Kreis und der Brucker Kreis.
- Das Viertel zwischen Mur und Drau war Kern des späteren Marburger Kreises.
- Das Viertel enhalb der Drau war der Vorläufer des Cillier Kreises.
- Aus dem Vorauer Viertel wurde im 18. Jahrhundert der Grazer Kreis.

Aus den Grenzen der Viertel bildeten sich Grenzen, die teilweise bis in die Gegenwart aktuell blieben. Beispielsweise wurde aus der Grenze des 18. Jahrhunderts nördlich von Frohnleiten zwischen dem Viertel enhalb der Piberalm (Obersteiermark, Brucker Viertel, späterer Brucker Kreis) und dem Vorauer Viertel (damalige Untersteiermark, Grazer Kreis) die Kreisgrenze des 19. Jahrhunderts. Diese Grenze ist im 21. Jahrhundert die Nordgrenze des Bezirkes Graz-Umgebung.

## Eisen-Viertel
Die steirischen Eisen-Viertel können auf die Unterteilung des „Viertels enhalb der Piberalm“ im 15. Jahrhundert zurückgeführt werden. Nach der Eisenviertel-Karte aus dem 18. Jahrhundert bestehen in der Obersteiermark das „Murboden Viertel“, das „Mürztaler Viertel“ und das „Camer Enns- und Baltental Viertel“ sowie das „Brucker Viertel“, welches auch die Untersteiermark einschließt.